# ライナー・キュッヒル
ライナー・キュッヒル（Rainer Küchl、1950年8月25日 - ）は、オーストリアのヴァイオリン奏者。ウィーン・フィルハーモニー管弦楽団の元コンサートマスター。2017年4月より、NHK交響楽団のゲスト・コンサートマスターを務める。

## 人物・来歴
オーストリアのヴァイトホーフェン・アン・デア・イプス生まれ。11歳からヴァイオリンを始める。14歳でウィーン国立音楽アカデミーに入学し、フランツ・ サモヒルに師事する。
1967年からはソリストとしても活動し、カール・ベーム、レナード・バーンスタイン、クラウディオ・アバド、リッカルド・ムーティ、サイモン・ラトルなど世界的に著名な指揮者や、ウィーン・フィルハーモニー管弦楽団、ウィーン交響楽団、ドレスデン国立歌劇場管弦楽団、NHK交響楽団などのオーケストラと共演している。
1971年1月1日、弱冠20歳にしてウィーン・フィルハーモニー管弦楽団、ウィーン国立歌劇場管弦楽団の第2コンサートマスターに就任する。
室内楽の分野においても、ウィーン・フィルの仲間と共に、1973年にキュッヒル四重奏団（現在のウィーン・ムジークフェライン弦楽四重奏団）を、1985年にウィーン・リング・アンサンブルを結成し、精力的に活動している。
1975年、日本人の真知子と結婚する。
1985年、ザルツブルク州「黄金功労章」を受章。1988年、オーストリア共和国「学術と芸術のための栄誉十字章」を受章。
1992年7月29日、第1コンサートマスターであったゲルハルト・ヘッツェルが事故により死去したため、第1コンサートマスターとなる。ウィーン国立音楽大学教授に就任する。
1994年、オーストリア共和国「功労大栄誉章」を受章。1996年、ウィーン・フィルハーモニー「名誉リング」を授与される。
1998年、長野オリンピック開会式の演奏に参加。世界代表コンサートマスターを務める。妻が日本人であり、また、本項に記述しているように、音楽を通じて日本と交流を持っていることから、知日家・親日家の音楽家の一人として知られる。
2001年、ウィーン国立歌劇場名誉会員。
小澤征爾が指揮をした2002年のニューイヤーコンサートでは、ウィーン・フィルの楽員に縁のある国の言葉で新年の挨拶を述べるという形で行なわれ、キュッヒルは最後から3番目に日本語での挨拶を行った（満州国生まれの小澤はキュッヒルの次に中国語で挨拶し、最後に楽員全員によるドイツ語で挨拶、という順であった）。
日本との音楽交流が評価され、2011年旭日中綬章を受章し、ウィーンの日本大使公邸で岩谷滋雄大使から伝達を受けた。
2016年9月1日、ウィーン国立歌劇場管弦楽団およびウィーン・フィルハーモニー管弦楽団を定年退職。
2017年4月、NHK交響楽団のゲスト・コンサートマスターに就任する。

## 家族
- 妻 ： 真知子

## 使用楽器
- 使用しているヴァイオリンは、1994年よりオーストリア国立銀行から貸与されている、1725年製ストラディヴァリウス「シャコンヌ」。